# Учка (масив)
Вижте пояснителната страница за други значения на Учка.
У̀чка (на хърватски: Učka; на италиански: Monte Maggiore) е планински масив в северозападна Хърватия, на полуостров Истрия. Най-голямата му височина е 1401 m (връх Вояк, по други данни – 1394 m), други значителни върхове са Сухи Врх (1332 m), Перун (881 m), Бргуд (907 m), Кременяк (827 m), Сисол (835 m). Названието „Учка“ произлиза от на хърватски: Vučka, означаваща „Вълча планина“.
Учка е варовиков масив с широчина 4 – 9 km, простиращ се на 20 km от прохода Поклон до залива Пломин. Морфологически представлява едно цяло с масива Чичария, простиращ се от Триест до Риека. Има карстови образувания.
Източните склонове на Учка, обърнати към залива Кварнер, са покрити с гъсти гори. Благодарение на планината Учка климатът на местното крайбрежие е значително по-топъл, отколкото в околността, което допринася за буйната субтропична растителност. Тук се намира „Опатийска Ривиера“ – популярна курортна дестинация. По източните склонове на Учка има значителни кестенови насаждения.
Учка се пресича от магистрала A8, минаваща тук през тунела Учка. Територията на планинската верига от 1999 г. е обявена за природен парк Учка, популярен сред туристите и скалните катерачи. (площ на парка – 160 km²).